# Svetozar Miletić
Svetozar Miletić, cirill betűkkel: Светозар Милетић, magyarosan: Miletics Szvetozár (Mozsor, 1826. február 22. – Versec, 1901. február 4.) szerb újságíró, politikus, ügyvéd, a magyarországi szerbek egyik vezére.

## Élete
Az apja szegény határőrvidéki varga volt. Rajacsics verseci szerb püspök anyagi támogatásával végezte a gimnáziumot Újvidéken és Pozsonyban. Ekkor visszatért szüleihez. Mint szülőhelyének egész környéke, a titeli kerület, ő is részt vett 1848-49-ben a magyarok elleni harcban. De még a szabadságharc lezajlása előtt elment Belgrádba, ahol Obrenovics Milos fejedelemtől ösztöndíjat kapott egyetemi tanulmányainak megkezdésére. A pénzzel Bécsbe ment, ahol 1854-ben elvégezte a jogot, mire két év múlva ügyvédi irodát nyitott Újvidéken. Itt 1861-ben polgármester lett.
1865-ben a basahidi kerület országgyűlési képviselővé választotta meg és 1866-ban megalapította a Zastavát (Zászló), melynek első száma február 22-én jelent meg. Mint képviselő a nemzetiségek és különösen a délszlávoknak különállása érdekében szólalt fel. Az 1869. évi választások alkalmával fejtette ki programját: a föderatív rendszer hívének vallotta magát, elvetette az 1867. évi alapot, az erdélyi uniót, a horvát egyezségről és a nemzetiségek jogairól szóló törvénycikkeket, amelyeket elégteleneknek tartott. Fölszólalásaival megbotránkozást keltett és kihívó modorával magára zúdította a Ház haragját; erős demokrata meggyőződései azonban bizonyos rokonszenvet keltettek iránta a ház szélső elemei közt. De mindnyájan elfordultak tőle, midőn 1875 áprilisában kihívó módon tiltakozott a nemzeti színháznak adandó kamattalan előleg ellen. Ugyanez évben visszavonult a szerb nemzeti egyházi kongresszustól, melyen addig az ellenzék vezére volt.
A nagy szerb eszme érdekében kevésbé törvényes módon küzdött saját lapjában, a Zastavában és a nagyon elterjedt omladina egyesületben, mely az ő vezetésével csak rosszul takarta irodalmi cégérével a politikai agitációt, mely aztán feloszlatását vonta maga után. A szerb-török háború idején azzal gyanúsították, hogy Kaszapinoviccsal 20-30 ezer magyarországi szerb önkéntes toborzására vállalkozott és e gyanú alapján, nem tekintve képviselői immunitását, 1876. augusztus 5-én a minisztertanács rendeletére Újvidéken elfogták. Hosszas vizsgálati fogság után 1878. január 18-án ötévi börtönre ítélték. Ezzel befejeződött szereplése. Titelben még megválasztották képviselőnek. Utolsó beszédét az országgyűlésen 1882. február 22-én mondta, s ekkor azzal a javaslattal állott elő, hogy Ausztria-Magyarország vonuljon ki Boszniából, hogy ezt a tartományt megszállhassa Szerbia. De ezután lelke teljesen megtört és a tüzes agitátor csöndes, elvonult emberré lett.
A Zastava című politikai lapnak, mely hetenként kétszer jelent meg, első évben (1866) Pesten, azután Újvidéken, Miletić volt a szerkesztője és kiadója; később fia, Slavko Svetozar Miletić lett a lap kiadó-tulajdonosa, ami négyszer jelent meg hetenként.